# Mikhaïl Elizarov
Mikhaïl Elizarov (parfois retranscrit "Mihail Elizarov", en russe : Михаи́л Ю́рьевич Елиза́ров), né à Ivano-Frankivsk en Ukraine le 28 janvier 1973 , est un écrivain russe.

## Biographie
Diplômé d'une école de musique dans la classe de chant lyrique. En 1996, il est diplômé de la faculté de philologie de l'université de Kharkov. Pendant ses études à l'université, il sert dans l'armée.
En 2001-2003, il vit à Hanovre où il suit des cours dans une école de cinéma pour devenir réalisateur. De 2003 à 2007, il vit et travaille à Berlin. Depuis 2007, il vit à Moscou.
En 2010, il a créé un projet musical.
En 2001, la maison d'édition Ad Marginem publie le recueil "Les Ongles", qui attire l'attention des critiques. Le recueil comprend 24 histoires-récits et une nouvelle du même nom, les personnages principaux sont deux pensionnaires d'un internat pour enfants atypiques. Selon l'auteur, il a écrit les histoires du recueil entre ses dix-neuf et vingt-sept ans. Le recueil a été présélectionné pour le prix littéraire Andrei Bely.
En 2003, est publié son roman Pasternak, qui peut être classé dans le genre de la fantasy "urbaine" et qui est une satire des valeurs libérales, ridiculisant l'idée d'une "spiritualité" abstraite qui n'est pas liée à des positions clairement définies de la vision du monde.
Lev Danilkin a qualifié le roman de "texte militant philosophique orthodoxe".
En 2007, Elizarov publie son roman Le Bibliothécaire, qui figure sur la longue liste du Russian Booker Prize. Le protagoniste du roman apprend que plusieurs livres d'un écrivain soviétique oublié ont des propriétés mystiques et que divers groupes de lecteurs se livrent à une lutte acharnée pour les obtenir. Comme le note le magazine Znamya : "la prose de Mikhaïl Elizarov semble évoluer comme celle de Vladimir Sorokine : de l'euphémisme scandaleux à l'intellectualisme".
En 2023, une série télévisée réalisée par Igor Tverdokhlebov et basée sur le roman Le Bibliothécaire, avec Nikita Efremov dans le rôle principal, a été diffusée dans les cinémas en ligne.
En 2019, son roman intitulé Terre, consacré à la "philosophie de la mort russe", a été publié. Le livre a reçu des critiques opposées et a remporté le prix du "Bestseller national".
Elizarov qualifie son genre musical de "barde-punk-chanson".
Il obtient le Prix Booker russe en 2008 pour Le Bibliothécaire (en russe : Библиотекарь).

## Œuvre traduite en français
- Le Bibliothécaire [« Bibliotekarʹ »], trad. de Françoise Mancip-Renaudie, Paris, Éditions Calmann-Lévy, coll. « Interstices », 2010, 383 p.  (ISBN 978-2-7021-4130-4)
- Les Ongles [« Nogti »], trad. de Stéphane A. Dudoignon, Paris, Éditions Serge Safran, 2014, 192 p.  (ISBN 979-10-90175-21-1)
- Nous sommes sortis fumer pour dix-sept ans [« Мы вышли покурить на семнадцать лет »], trad. de Valentina Chepiga, Paris, Éditions Macha Publishing, 2024, 219 p.  (ISBN 978-2-37437-411-6)